# Ultraleichtfluggelände Antdorf

i7
i11
i13
Das Ultraleichtfluggelände Antdorf ist ein Ultraleichtfluggelände im Gebiet der Gemeinde Antdorf im Landkreis Weilheim-Schongau in Bayern. Der Platzhalter und Betreiber ist Thomas Huber.

## Lage
Das Ultraleichtfluggelände liegt etwa 1 km nördlich des Zentrums von Antdorf.

## Flugbetrieb
Das Ultraleichtfluggelände besitzt eine Betriebsgenehmigung für Ultraleichtflugzeuge mit Sprechfunkausrüstung. Es ist mit einer 450 m langen und 20 m breiten Start- und Landebahn aus Gras (Richtung 08/26) ausgestattet (Abmessungen einschließlich Sicherheitsstreifen: 480 m × 50 m). Das Ultraleichtfluggelände wurde am 17. April 2008 genehmigt. Es dient dem Betrieb von Ultraleichtflugzeugen des Platzhalters und mit dessen Zustimmung (PPR) auch dem Verkehr und Betrieb von Ultraleichtflugzeugen Dritter. Es dürfen maximal 500 Starts und 500 Landungen pro Jahr oder, sofern mit der Gemeinde Antdorf eine geringere Anzahl vereinbart wurde, die geringere Anzahl an Starts und Landungen durchgeführt werden.
Am Flugplatz ist Firma Leichtflugzeuge Huber GmbH ansässig. Sie vertreibt STOL-Ultraleichtflugzeuge.